# 아마존대나무쥐
아마존대나무쥐(Dactylomys dactylinus)는 가시쥐과에 속하는 설치류의 일종이다. 남아메리카 아마존 분지에서 발견된다. 다른 분포 지역에서 코로-코로, 토로, 라토-도-범부 또는 라타 델 밤부 등으로 불기기도 한다. 몸길이는 600mm 이상이고 올리브색-회색 털이 덮여 있다. 대나무 숲 또는 수관층 속의 울창한 식물 지역에서 서식하는 것을 좋아한다. 나무 위에서 생활하는 수상성 동물의 일종으로 주로 나뭇잎을 먹거나 땅으로부터 벗어나 대부분의 시간을 보낸다. 아마존대나무쥐는 깊은 숲 지역에서 대부분의 시간을 보내기 때문에 관찰하기 쉽지 않고 그래서 습성에 대해 거의 알려져 있지 않다.

## 아종
- D. d. canescens (Thomas, 1912)
- D. d. dactylinus (Desmarest, 1817)
- D. d. modestus (Lönnberg, 1921)